# Kultur- und Kunstrecht
Kultur- und Kunstrecht bezeichnen die rechtlichen Themen im Zusammenhang mit Kultur und Kunst (bildende Kunst, darstellende Kunst, Musik, Literatur).
Eine exakte Definition von Kultur- und Kunstrecht hängt vom jeweils zugrundeliegenden theoretischen Konzept von Kultur, Kunst und Recht ab.
Kultur und Kunst sind Merkmale und Ausdruck des menschlichen Daseins und Handelns. Das Recht regelt das menschliche Zusammenleben. 
Fragen des Kultur- und Kunstrechts finden sich im Privat-, Straf- und Öffentlichen Recht (Kulturverfassungs- und Kulturverwaltungsrechts sowie Denkmalrecht und Kulturgütertransferrecht), im Internationalen Privatrecht sowie im Völker- und Europarecht.